# 李·史科比
李·史科比（英語：Lee Scoresby）是英國作家菲力普·普曼小說《黑暗元素三部曲》的幾名主要配角之一，他早年的冒險故事在2008年出版的《很久很久以前，在北方》一書中有描繪。
李·史科比是萊拉世界德州的一名熱氣球飛行員，有著出色的槍法，但個性仁慈，他跟萊拉·貝拉克產生了深厚的友誼，最終為了幫助萊拉而犧牲。

## 人物生平
李·史科比的守護精靈是野兔海斯特。
在李·史科比24歲時開始了他的熱氣球冒險生涯，他來到北極一個小島諾威歐登塞（Novy Odense），卻被捲入當地政治勢力的鬥爭與陰謀中。他在那裡首度結識了武裝熊歐瑞克·拜尼森，得到對方的協助，兩人一起幫助范布列達船長的船隻與貨物離開該處，並對抗市長候選人派來的槍手。最終史科比用熱氣球載著歐瑞克一起離開了諾威歐登塞。
之後史科比與歐瑞克逐漸成為至交好友，曾一起並肩戰鬥過。在通古斯科戰役，史科比還獨自從韃靼人手中救出歐瑞克。
在《黃金羅盤》第十一章，萊拉·貝拉克在特洛塞德首次遇見李·史科比，他被描繪為一個身材高大而細瘦的男人，有著黑鬍鬚和藍眼睛。史科比被約翰·法領導的吉普賽人雇傭，隨同他們前往波伐格救出被奉獻委員會綁架的兒童。在與韃靼衛隊的戰鬥中，史科比駕駛熱氣球抵達現場，跟女巫席拉芬娜·帕可拉聯手救出了萊拉、羅傑與歐瑞克，途中他們的熱氣球遭到峭壁鬼族攻擊，史科比跟萊拉、羅傑、歐瑞克失散。
隨後，史科比參與了帕可拉與盧塔·絲卡荻主持的女巫會議，他決定前去找古曼博士。旅途中他迫不得已殺死了一名教誨權威成員，並取走對方的戒指。當史科比成功找到已成為韃靼部落巫醫的古曼後，得知他實際上是威爾·派里的父親約翰·派里，古曼說服了史科比隨他一同前去找奧秘匕首的持有者。途中史科比利用那枚教會的戒指騙過莫斯科維帝國護衛軍，以取回被徵收走的熱氣球與古曼出發，他們因此遭到一隊教會士兵追捕。兩人放棄了熱氣球，當史科比確信自己的所作所為是在幫助萊拉時，便讓古曼先逃走，他獨自一人與整隊士兵對抗，在射殺多名敵人後犧牲。
帕可拉趕到現場後，便向史科比的遺體施了一個防止腐爛的咒語。數日之後，史科比的老友歐瑞克到來，食用了他的遺體以獲得力量去援助萊拉。
萊拉和威爾進入亡靈世界後，得以與史科比的鬼魂重逢。隨即萊拉和威爾將一批鬼魂從亡靈世界釋放出來，史科比與古曼等一眾鬼魂協助艾塞列公爵的軍隊抵擋幽靈，當這些鬼魂完成任務後，他們的原子都散了開來。

## 原型
據作者普曼本人的說法，李·史科比的名字來自於歷史上的兩個真實人物，一個是19世紀的英國捕鯨船長威廉·索克斯比；另一個則是20世紀的美國義大利式西部片演員李·范·克里夫。

## 改編
在2007年的改編電影《黃金羅盤》中，李·史科比由山姆·埃利奧特飾演。菲力普·普曼認為這個角色在影片裡的呈現「恰到好處」，還表示演員埃利奧特與他腦海中的史科比「驚人地相似」。
在2019年首播的電視劇《黑暗元素》，李·史科比由林-曼努爾·米蘭達飾演。